# 科科拉
科科拉（芬蘭語：Kokkola），瑞典语称卡勒比（Karleby），是芬兰共和国中博滕区的一个使用“城市”称号的市镇，为该区首府，成立于1620年。辖区总面积2730.89平方千米，其中陆地面积1444.17平方千米、水域面积1286.72平方千米。2009年6月登记总人口数为45764人，人口密度为31.69人/平方千米。芬兰语人口和瑞典语人口比例分别为84.2%和13.9%。

## 历史

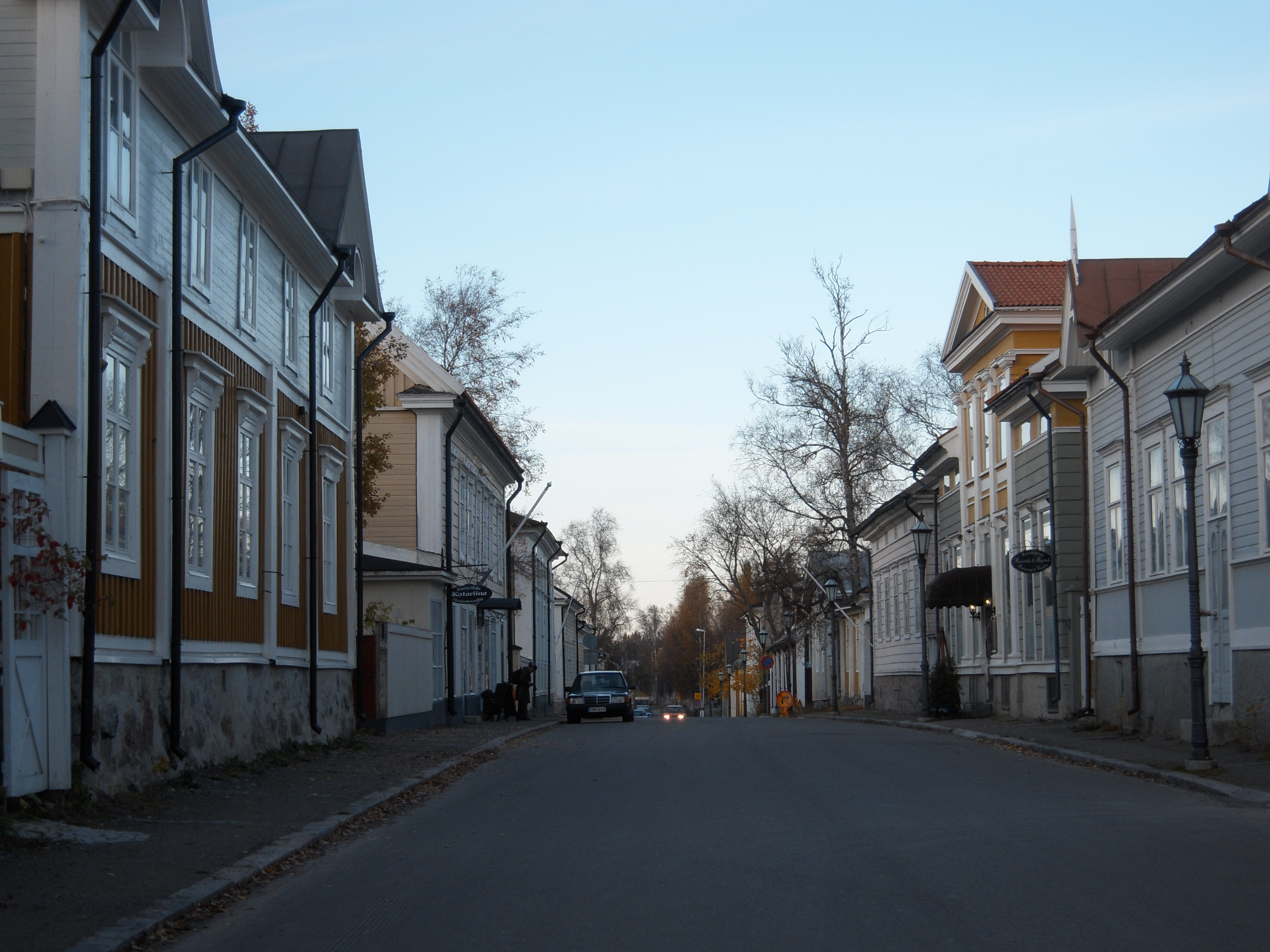
科科拉老城区

科科拉于1620年由瑞典国王古斯塔夫二世授予城市宪章。这座城市的主要功能是作为焦油贸易的航运港口。它同时还成为芬兰的一个重要造船中心。科科拉从这两个行业中受益匪浅，一度成为芬兰最富有的城市。
1664年的一场大火灾曾使科科拉遭受重创。而18世纪初俄国与瑞典之间的大北方战争又严重损毁了这座城市。许多当地居民逃往瑞典，但仍有不少被俄军俘获及杀害。1750年之后，科科拉才开始迅速从战争中恢复过来，并于18世纪末、19世纪初进入一段繁荣时期。但在19世纪中期，科科拉又遭受了克里米亚战争的影响。1885年，科科拉开通铁路，之后又步入一段发展期。
科科拉的瑞典语名称原为“陈卡勒比”（Gamlakarleby），以区别于临近的卡尔莱拉市镇（瑞典语名字为卡勒比）。1977年1月1日，卡尔莱拉市镇并入科科拉，从此，科科拉的瑞典语名字更改为“卡勒比”。2009年，科科拉合并了洛赫塔亚、凯尔维艾、乌拉瓦这三个市镇。

## 经济
科科拉是中博滕区的首府和两城市之一。化学工业是科科拉的支柱产业。其他重要产业还包括金属加工业、铸造业、纺织业、塑胶业、食品业和木工业。
科科拉码头距市中心约5千米，是芬兰最活跃的商业码头之一，主要进口石油、矿石、石灰石，出口精炼产品和木材。

## 交通

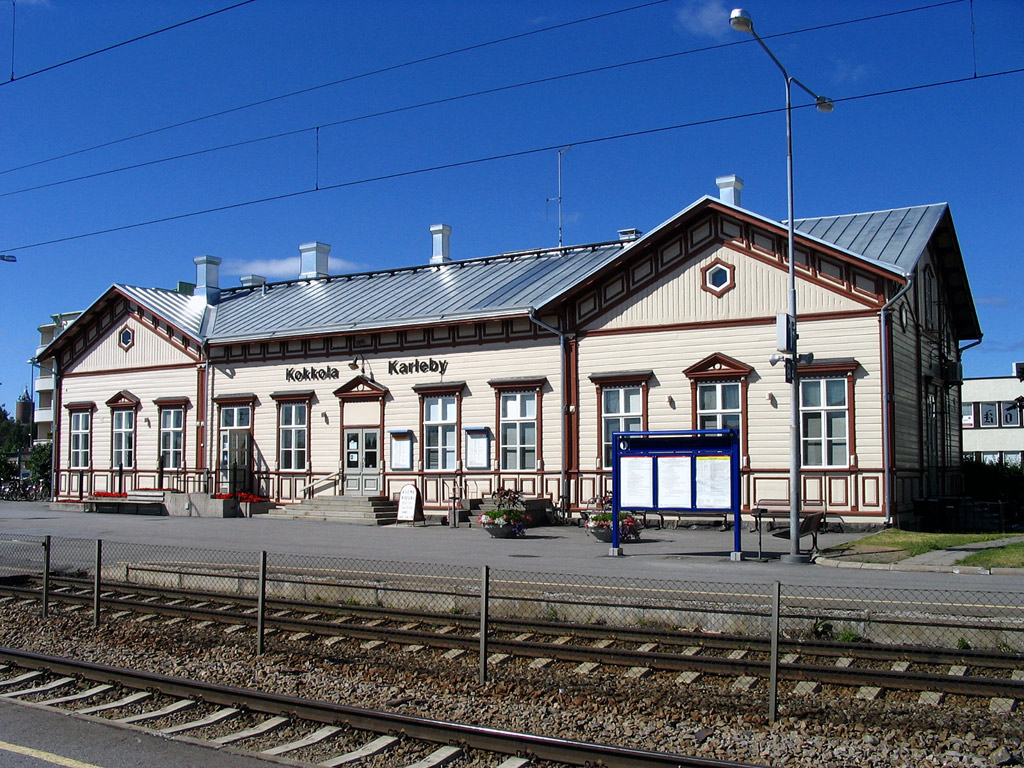
科科拉火车站

科科拉通过公路干线与芬兰西部各主要城市相连，并且开行定期的大巴专线，其中到瓦萨和雅各布斯塔德的班次最多。赫尔辛基至奥卢的铁路线途径科科拉。从科科拉到赫尔辛基乘坐火车的车程为4个多小时。科科拉火车站与汽车站相邻，均位于市中心。科科拉-皮耶塔尔萨里机场位于科科拉东南方向约22千米处。芬兰航空和芬兰通勤航空均有航班通往赫尔辛基-万塔机场。

## 友好城市
科科拉与下列14个城市结为友好城市：
- 挪威 阿沃略
- 匈牙利 博尔多格
- 美国 菲奇堡
- 丹麦 腓特烈西亞
- 中国 抚顺市
- 匈牙利 豪特万
- 瑞典 海讷桑德
- 爱沙尼亚 耶尔瓦
- 挪威 克里斯蒂安松
- 立陶宛 马里扬泊列
- 瑞典 默尔比隆阿
- 德国 拉廷根
- 加拿大 萨德伯里
- 瑞典 乌隆厄尔（英语：Ullånger）